# Zeljko Premerl
Zeljko Premerl (Zagreb, 5 november 1942 - Amsterdam, 8 december 2022) was een in Nederland wonende beeldend kunstenaar afkomstig uit Kroatië.

## Leven en werk
Premerl werd in 1942 in Zagreb geboren. Hij studeerde in zijn geboorteland voor ingenieur en studeerde daarnaast aan de universiteit van Zagreb Slavische studies en literatuur. Naast dichter en schrijver werd hij kunstschilder. Zijn boek The Hider werd in 1970 bekroond met de A.B. Simic prijs. In 1973 vestigde hij zich in Amsterdam. Hij begon te schilderen in een naïeve stijl en maakte schilderingen achter glas. Zijn latere werk wordt gekenmerkt door architectonische thema's. Ook in de serie schilderijen die hij maakte over Egypte liet hij zich inspireren door elementen uit de architectuur, elementen die ook terug te vinden zin in zijn serie "Dynamic Darkness" over darkrooms.
Zijn werk werd onder meer geëxposeerd in het Frans Halsmuseum in Haarlem, in Villa Lila in Nijmegen en in Slot Zeist. In Kroatië exposeerde hij in het archeologisch museum te Zagreb.
Hij overleed in Amsterdam op 8 december 2022. Zijn as werd later bijgezet in het familiegraf op de Mirogoj begraafplaats in Zagreb.